# Francisco de Bobadilla (obispo)
Francisco de Cabrera y Bobadilla (¿? - Babilafuente 29 de enero de 1529) fue un sacerdote y arcediano de Toledo, obispo de Ciudad Rodrigo, después obispo de Salamanca, y colocó la primera piedra de la Catedral Nueva, en 1512. Fue hijo segundón (es decir, no primogénito) del noble Andrés Cabrera, I marqués de Moya y de su mujer Beatriz de Bobadilla (emparentada con la familia Maldonado de Salamanca), por lo que procedía de una familia de judeoconversos.
| Predecesor: Valeriano Ordóñez Villaquirán | Obispo de Ciudad Rodrigo 1509-1510 | Sucesor: Francisco Ruiz       |
| Predecesor: Juan de Castilla              | Obispo de Salamanca 1510-1529      | Sucesor: Luis Cabeza de Vaca, |